# 萬大溪
萬大溪是台灣中部濁水溪上游的支流，河長37公里，本流長16.62公里，流域分佈於南投縣仁愛鄉東南部，其流域東側由中央山脈主脊、南側由干卓萬山塊、北側由能高山主–南峰間西伸的支脈所包圍，名為萬大溪的本流流域面積77.49平方公里，其上游源頭萬大南溪流域面積94.4平方公里、萬大北溪流域面積54平方公里，總面積225.9平方公里。最遠的源頭為萬大南溪，發源於牧山北坡，先向東流，至摩即山西麓匯集發源自草山與萬東山所夾谷地向北流的的支流後，轉向北北西流至奧萬大附近，與來自東側發源自白石山西北坡之萬大北溪會合後，始稱萬大溪。主流轉向西偏北，流過幽情谷後繞大曲流，於萬大附近與來自北側之霧社溪會合，改稱濁水溪。
萬大北溪、萬大南溪集水區均多页岩，質脆容易崩落，溪水因而混濁，成為濁水溪濁水主要來源之一。

## 萬大溪水系主要河川
- 萬大溪：南投縣仁愛鄉
  - 十粒溪
  - 腦寮溪
  - 瑪谷溪
    - 清水溪

  - 萬大北溪
  - 萬大南溪

## 周邊景點
- 奧萬大國家森林遊樂區
- 奧萬大溫泉
- 萬大水庫：亦稱碧湖
- 曲冰遺址
- 武界壩：日月潭取水口
- 武界吊橋